# Sehnsucht (Album)
Sehnsucht ist das zweite Studioalbum der Neue-Deutsche-Härte-Band Rammstein. Es erschien am 22. August 1997.

## Entstehung und Artwork
Mit den Aufnahmen zu Sehnsucht begannen Rammstein im Herbst 1996. Wieder fungierte Jacob Hellner als Produzent, und als Mixer stand ihm ebenfalls wieder Ronald Prent zur Seite.
Für die Coverfotos engagierte Rammstein den Österreicher Gottfried Helnwein, der als Fotograf und Maler fungiert und sich als Künstler mit den Themen Schmerz, Verletzung und Gewalt auseinandersetzt. Er schminkte alle sechs Mitglieder der Gruppe und versah sie mit einzelnen Drahtgestellen. Bei diesen Drahtgestellen handelt es sich um medizinische Originalinstrumente, die der deutsche Chirurg Ferdinand Sauerbruch benutzte. Die Gabeln, die Till Lindemann vor den Augen hat, sind exakt dieselben, die Helnwein bereits bei der Covergestaltung der LP „Blackout“ der deutschen Hard-Rock-Band Scorpions benutzte. Die Porträtfotos wurden so angelegt, dass jedes Bandmitglied auf dem Cover zu sehen sein konnte. Auf der Rückseite ist ein weißer Strand mit Palmen und blauem Himmel zu sehen.

## Titelliste
| #  | Titel                  | Länge |
| -- | ---------------------- | ----- |
| 1  | Sehnsucht              | 4:04  |
| 2  | Engel                  | 4:24  |
| 3  | Tier                   | 3:46  |
| 4  | Bestrafe mich          | 3:36  |
| 5  | Du hast                | 3:54  |
| 6  | Bück dich              | 3:21  |
| 7  | Spiel mit mir          | 4:45  |
| 8  | Klavier                | 4:22  |
| 9  | Alter Mann             | 4:22  |
| 10 | Eifersucht             | 3:35  |
| 11 | Küss mich (Fellfrosch) | 3:30  |

## Inhalt
Sehnsucht
Vor allem bei englischsprachigen Fans hat dieses Lied Sehnsucht zu Verwirrung geführt, da einige glaubten, Lindemann singe „Chainsaw“ (engl. für Kettensäge) statt „Sehnsucht“. Der Song war schon 1996 unter dem Namen „Afrika“ bekannt, nur gab es einige kleine Unterschiede in Text und Rhythmus beim Refrain.
Engel
Das Video zu diesem Lied wurde von dem Film From Dusk Till Dawn inspiriert.
Tier
Die Melodie zum Song Tier stammt nicht von Rammstein, sondern von der Band Die Krupps, die sie für ihren Song The Dawning of Doom schrieben. Deshalb wird unter anderem im Abspann von Live aus Berlin Jürgen Engler als Komponist genannt. Im Text lebt ein Vater seine sexuellen Triebe an seiner Tochter aus. Als diese später erwachsen wird, rächt sie sich für ihre Vergewaltigung, indem sie ihn tötet und den Mord als Selbstmord darstellt.
Bestrafe mich
In Bestrafe mich geht es entweder um eine Bestrafung durch Gott, beziehungsweise die Dominanz Gottes über den Menschen, oder um sadomasochistische Praktiken. Im Video, welches sich auf der DVD Live aus Berlin befindet, geißelt sich Till Lindemann mit einer Lederpeitsche.
Du hast
Der Titel Du hast ist ein Wortspiel mit der zweiten Person Singular von haben und hassen. Inhaltlich geht es um einen Heiratsantrag, bei dem das lyrische Ich zuerst unschlüssig ist, ob es ihn annimmt, sich letztendlich aber dagegen entscheidet, was im Refrain deutlich wird: „Willst du, bis der Tod euch scheidet, treu ihr sein für alle Tage? – Nein!“.
Bück dich
Bück dich ist das einzige Live-Video, das von der DVD Live aus Berlin zensiert wurde, da Till Lindemann und Christian Lorenz auf der Bühne Analverkehr imitieren. Dabei führt Lindemann Lorenz an einer Hundeleine auf die Bühne und trägt eine mit einem Schlauch verbundene Penisattrappe, die eine spermaähnliche Flüssigkeit verspritzt. Für diesen Auftritt wurden Lindemann und Lorenz bei einem Konzert in Worcester (Massachusetts) in den USA festgenommen und zu sechs Monaten auf Bewährung und 100 Dollar Strafe verurteilt. 
Spiel mit mir
Der Song Spiel mit mir handelt vom sexuellen Missbrauch eines Jungen durch seinen älteren Bruder. Da der ältere der beiden nicht einschlafen kann, bittet er seinen Bruder, ihn zu befriedigen.
Klavier
Im Song Klavier geht es um einen Mord, der aus Liebe begangen wurde bzw. der begangen wurde, weil die weibliche Person die männliche mit einer anderen Person betrogen hatte. Er stellte sie zur Rede und brachte sie dann um.

Zitat: „Sie sagte zu mir: ‚Ich bleib immer bei dir.‘ Doch es hatte nur den Schein, sie spielte für mich allein. Ich goss ihr Blut ins Feuer meiner Wut. […] Dort am Klavier lauschte sie mir und als mein Spiel begann, hielt sie den Atem an.“
Die Melodie dieses Liedes ist der des Liedes Seemann aus dem Album Herzeleid sehr ähnlich.
Alter Mann
Der Text des Liedes Alter Mann ist von einem Gemälde inspiriert. Dies ist auch der einzige Song bei dem Schlagzeuger Christoph Schneider textlich mitwirkte.
Eifersucht
Dieses Lied handelt davon, was eine Person dem lyrischen Ich antun soll, um seine Eifersucht zu mindern.
Zitat: „Bin ich mutiger, töte mich und iss mein Herz. Hab ich dein Weib, töte mich und iss mich ganz auf.“
Küss mich (Fellfrosch)
Das Lied Küss mich handelt vom oralen Verlangen eines weiblichen Geschlechtsorgans. Es wurde noch nie live aufgeführt.

## Singles
Im Vorfeld der Veröffentlichung wurden am 28. März 1997 das Lied Engel sowie am 18. Juli 1997 der Song Du hast ausgekoppelt.

## Preise
Rammstein bekamen am 5. März 1998 einen Echo in der Kategorie Bestes Video für Engel.

## Kommerzieller Erfolg

### Chartplatzierungen
Mit Sehnsucht gelang Rammstein – auch international – der kommerzielle Durchbruch. In Deutschland und Österreich erreichte das Album die Spitzenposition der Albumcharts, in der Schweizer Hitparade konnte sich das Album auf Rang drei platzieren. In den US-amerikanischen Billboard 200 erreicht Sehnsucht mit Chartposition 45 seine höchste Notierung. Das Lied Engel erreichte im Mai 1997 Platz drei der deutschen Charts. Beflügelt durch den Erfolg dieses Albums stieg auch das Vorgängeralbum Herzeleid zeitgleich in den deutschen Albumcharts bis auf Position acht. In insgesamt 19 Ländern platzierte sich Sehnsucht in den Charts.
| ChartsChartplatzierungen       | Höchstplatzierung | Wochen |
| ------------------------------ | ----------------- | ------ |
| Deutschland (GfK)              | 1 (82 Wo.)        | 82     |
| Österreich (Ö3)                | 1 (31 Wo.)        | 31     |
| Schweiz (IFPI)                 | 3 (25 Wo.)        | 25     |
| Vereinigte Staaten (Billboard) | 45 (31 Wo.)       | 31     |

| ChartsJahrescharts (1997) | Platzierung |
| ------------------------- | ----------- |
| Deutschland (GfK)         | 6           |
| Österreich (Ö3)           | 16          |
| Schweiz (IFPI)            | 40          |

| ChartsJahrescharts (1998) | Platzierung |
| ------------------------- | ----------- |
| Deutschland (GfK)         | 40          |

### Auszeichnungen für Musikverkäufe
Am 24. August 1998 wurde Sehnsucht in Deutschland mit Platin für über 500.000 verkaufte Einheiten ausgezeichnet. Die Verleihungsparty fand im Rundfunkgebäude der ehemaligen DDR statt. 2023 erhielt es in Deutschland für mehr als 1,25 Millionen Verkäufe fünffach-Gold, womit es zu den meistverkauften Musikalben des Landes der 1990er-Jahre zählt. Mit weltweit mehr als 3,2 Millionen verkauften Einheiten ist es das kommerziell erfolgreichste Album von Rammstein.
| Land/Region                  | Auszeichnungen für Musikverkäufe (Land/Region, Auszeichnung, Verkäufe) | Verkäufe    |
| ---------------------------- | ---------------------------------------------------------------------- | ----------- |
| Australien (ARIA)            | Gold                                                                   | 35.000      |
| Deutschland (BVMI)           | 5× Gold                                                                | 1.250.000   |
| Europa (IFPI)                | Platin                                                                 | (1.000.000) |
| Island (IFPI)                | Gold                                                                   | 5.000       |
| Kanada (MC)                  | Platin                                                                 | 100.000     |
| Neuseeland (RMNZ)            | Platin                                                                 | 15.000      |
| Niederlande (NVPI)           | Gold                                                                   | 50.000      |
| Österreich (IFPI)            | Platin                                                                 | 50.000      |
| Polen (ZPAV)                 | Gold                                                                   | 50.000      |
| Schweiz (IFPI)               | 2× Platin                                                              | 100.000     |
| Vereinigte Staaten (RIAA)    | Platin                                                                 | 1.200.000   |
| Vereinigtes Königreich (BPI) | Platin                                                                 | 300.000     |
| Insgesamt                    | 5× Gold · 10× Platin ·                                                 | 3.155.000   |

Hauptartikel: Rammstein/Auszeichnungen für Musikverkäufe

## Wiederveröffentlichung 2023
Das Album wurde am 9. Juni 2023 als remasterte Version im HD-Sound in mehreren Editionen wiederveröffentlicht. So erschien das Album als Mediabook-CD, als Kassette, als Doppel-Vinyl in schwarzer und weißer Auflage sowie digital. Es wurde um ein 40-seitiges Booklet erweitert und enthält bislang unveröffentlichte Fotos von Helnwein. Das Album enthält auch eine neu abgemischte Version des Songs Spiel mit mir.
Kurz vor der Veröffentlichung des Albums wurden Vorwürfe gegenüber Sänger Till Lindemann laut, er habe weibliche Fans sexuell missbraucht (siehe Vorwürfe von Frauen gegen Lindemann). Angesichts der Vorwürfe wandte sich die Plattenfirma Universal Music an den BVMI und beantragte, dass das Album nicht in die Charts komme. Der Schritt erfolgte Medienberichten zufolge im Einklang mit der Band. Es handelte sich dabei um einen in der deutschen Musikindustrie bislang einmaligen Vorgang. Stattdessen war Rammstein in der Veröffentlichungswoche jedoch mit sechs von acht Studioalben in den Musikcharts vertreten.